# Archibald Bulloch

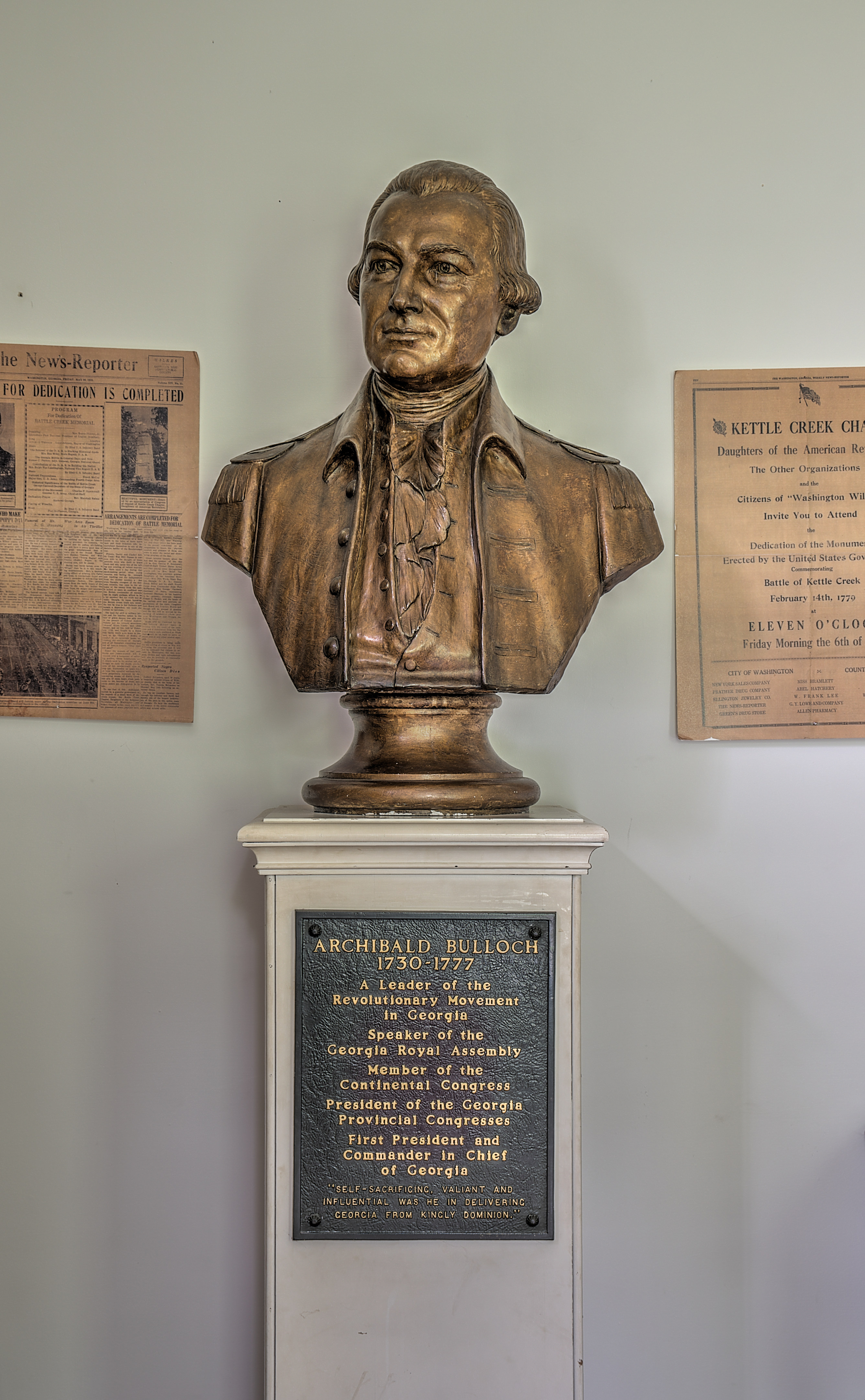
Busto di Bulloch a Washington (Georgia)

Archibald Stobo Bulloch (Charleston, 1º gennaio 1730 – Savannah, 22 febbraio 1777) è stato un politico, patriota e rivoluzionario statunitense, primo governatore repubblicano dello Stato della Georgia.

## Biografia

### Origini
Bulloch nacque nel 1730 a Charleston, nella Carolina del Sud, figlio dell'ufficiale governativo James Bulloch (1701-1780), un immigrato di origine scozzese e Jean Stobo, figlia di un reverendo puritano. Divenne avvocato e si arruolò nella milizia della Carolina del Sud, diventandone luogotenente.
La famiglia Bulloch si trasferì nella provincia della Georgia nel 1758, mentre nel 1764 Archibald andò a vivere a Savannah per poter esercitare, venendo infine eletto nel 1768 nella legislatura coloniale.

### La rivoluzione
Bulloch, di spiccate tendenze indipendentiste, fu uno dei primi sostenitori della rivoluzione in Georgia e in breve tempo divenne una delle figure di riferimento dei rivoluzionari locali. Fu presidente del 1º e del 2º Congresso provinciale georgiano, dove, durante un discorso, essendo contrario ad ogni compromesso con gli inglesi, disse:
Nel 1775 fu delegato al Congresso continentale, dove conobbe John Adams, che divenne un suo estimatore. Divenne anche un membro del Comitato Segreto, responsabile della raccolta degli approvvigionamenti di guerra.

### Firmatario mancato
Bulloch avrebbe dovuto essere uno dei firmatari della Dichiarazione d'Indipendenza, ma decise di tornare in anticipo in Georgia per portare avanti la rivoluzione. Scrisse quindi a John Adams: "Una tale serie di vittorie dopo aver fatto parte dell'American Arms ci incoraggia ulteriormente a confidare nella Provvidenza, che si è così notevolmente interposta a nostro favore, e non possiamo che nutrire le più rosee speranze, di preservare ancora le nostre più inestimabili Libertà".
Adams non fu contento della rinuncia di Bulloch e gli rispose così: "Sono rimasto molto deluso, signore, dalle informazioni che mi ha fornito, che le sarebbe impedito di rivisitare Filadelfia".

### Governatore della Georgia
Nel 1776 Bulloch combatté sotto il comando del colonnello Lachlan McIntosh nella battaglia delle risaie e nella battaglia di Tybee Island, due dei primi scontri armati tra lealisti e rivoluzionari.
Fu presto scelto per essere presidente e comandante in capo della Georgia, divenendone quindi primo governatore, approvando la costituzione del nuovo Stato il 20 febbraio 1777. Fu quindi il primo amministratore delegato della Georgia sotto un vero governo costituzionale.
Tuttavia Bulloch morì improvvisamente a Savannah pochi mesi dopo essere diventato governatore, mentre si preparava a difendersi dall'imminente invasione britannica. Si ipotizza che sia stato avvelenato, anche se ciò non è mai stato dimostrato. La sua morte fu un duro colpo per i rivoluzionari georgiani, poiché la sua era l'unica figura in grado di unire le varie fazioni rivoluzionarie del travagliato e giovanissimo Stato.
Bulloch era un massone: il suo nome è elencato nei registri massonici del 1779 della Solomon's Lodge n. 1 a Savannah insieme, tra gli altri, a George Walton.

## Discendenza ed eredità

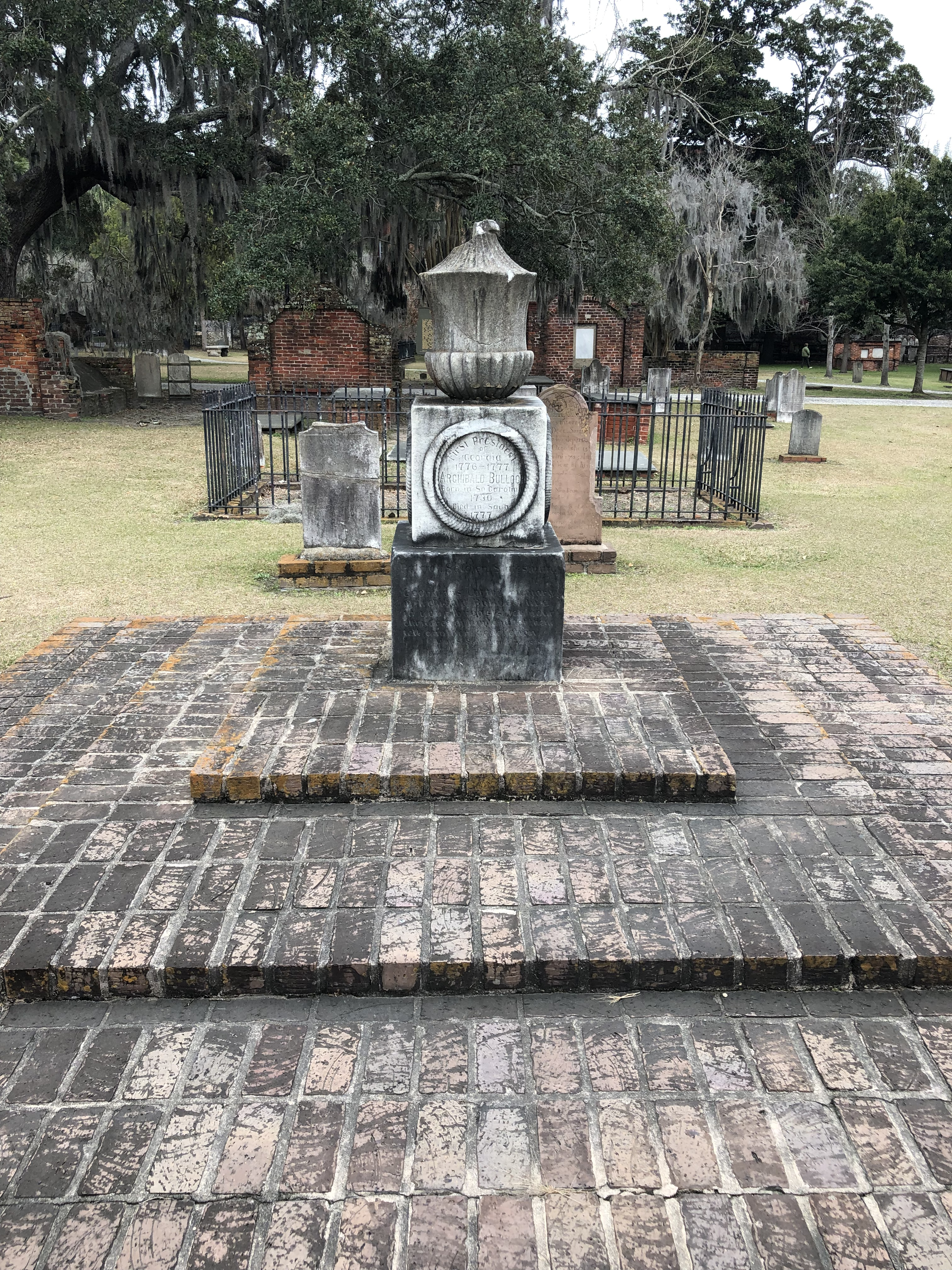
La tomba di Archibald Bulloch a Savannah

Il 10 ottobre 1764 Bulloch sposò Mary De Veaux (1748-1818), figlia di Ann e James De Veaux, un importante proprietario terriero di Savannah. Insieme ebbero quattro figli: James (1765-1806), dal quale discese la famiglia Roosevelt; poi Archibald Stobo, Jane e William Bellinger (1777-1852), che in seguito rappresentò la Georgia al Senato degli Stati Uniti.
La contea di Bulloch in Georgia è stata chiamata così in suo onore.